# سعيد جاسم (لاعب كرة قدم مواليد 1995)
سعيد جاسم مواليد 2 مارس 1995، لاعب كرة قدم إماراتي يجيد اللعب في الهجوم مع نادي دبا الفجيرة.

## مسيرة اللاعب
كان يلعب مع النادي الأهلي وبعد دمج أندية الأهلي و نادي الشباب ونادي دبي تحت مسمى نادي شباب الأهلي تم ضمه إلى نادي شباب الأهلي و أعير من نادي شباب الأهلي إلى نادي الظفرة في عام 2018 و أعير إلى نادي حتا في عام 2019 لموسمين و أعير إلى نادي عجمان في صيف 2021 و لعب بعدها مع نادي الظفرة ونادي دبا الفجيرة.

## روابط خارجية
- سعيد جاسم على موقع Soccerway.com (الإنجليزية)
- سعيد جاسم على موقع كووورة